# Wacław Szymanowski (pisarz)

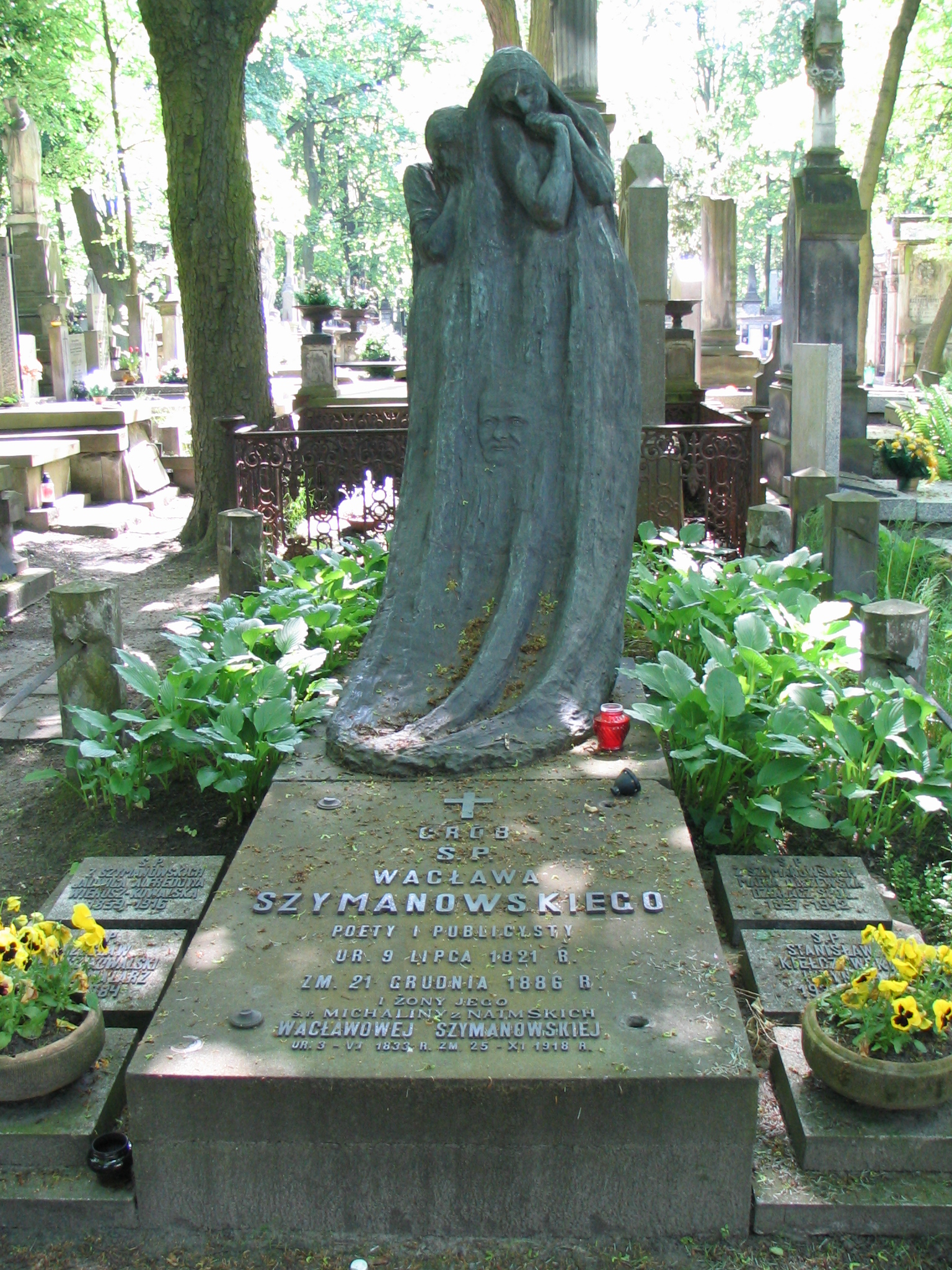
Nagrobek Wacława Szymanowskiego na cmentarzu Powązkowskim, Warszawa, 14 maja 2008

Wacław Szymanowski (ur. 9 lipca 1821 w Warszawie, zm. 21 grudnia 1886 tamże) – polski pisarz i dziennikarz.

## Życiorys
Po ukończeniu nauk gimnazjalnych w Liceum Warszawskim i jego następcy I Gimnazjum Gubernialnym w Warszawie i kilkuletniej służbie rządowej, rozpoczął działalność literacką. Pisywał teksty (w tym i wiersze) do rozmaitych czasopism; potem był współredaktorem „Dziennika Warszawskiego”, następnie „Kroniki”, współpracownikiem „Tygodnika Ilustrowanego”, „Wędrowca” oraz „Bluszczu”, a w końcu został redaktorem „Kurjera Warszawskiego”. Na polu dramatycznym wystąpił z kilku sztukami, które były z powodzeniem wystawiane, jak dramaty: Salomon i Sędziwój komedie: Dzieje serca, Matka, Siła złego na jednego. Inne jego prace: Szkice warszawskie, Lichwiarze (Warszawa, 1855); Ostatnie chwile Kopernika obraz dramatyczny, wierszem (tamże, 1855); Gawędy i satyry (tamże, 1874). Przetłumaczył też na język polski kilka sztuk z francuskiego. W 1876 obchodził roku 25. rocznicę zawodu dziennikarskiego. Na scenie warszawskiej w 1880 były wystawione jeszcze jego utwory: Ostatnia próba (obrazek dramatyczny w jednym akcie); Posąg (dramat w 3 aktach). Zbiorowe wydanie jego dzieł ukazało się pod tytułem Poezje i dramaty(5 tomów, Warszawa, 1883).
Synem Wacława Szymanowskiego był rzeźbiarz Wacław Szymanowski.
Wacław Szymanowski został pochowany na cmentarzu Powązkowskim (kwatera 40-5-1/2/3/4/5).